# Centrale thermique de Tarong North
La centrale thermique de Tarong North est une centrale thermique au Queensland en Australie.